# Kyriale

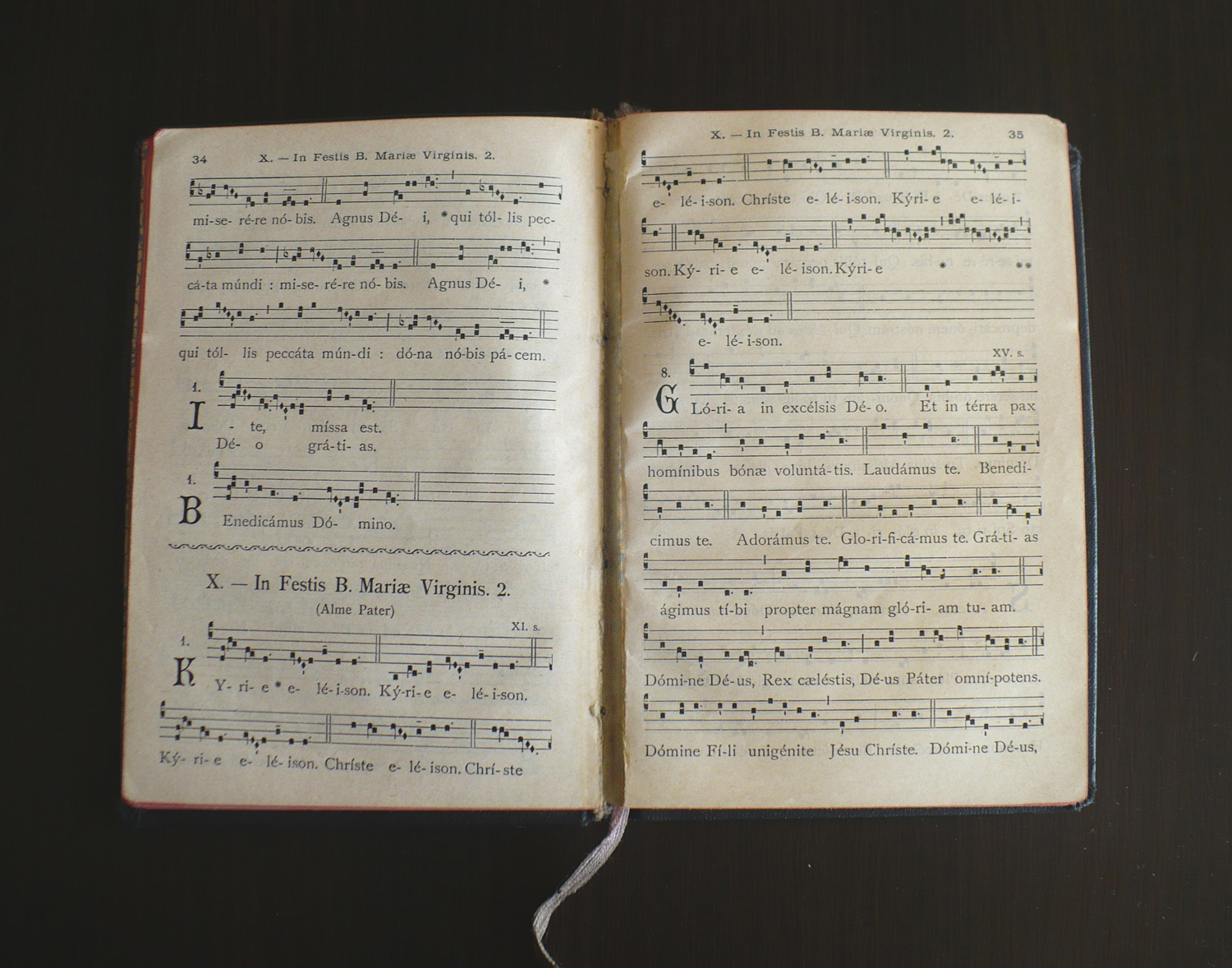
Kyriale z 1962 r.

O Kyriale é uma coleção de partituras de cantos gregorianos para o Ordinário da Missa. Contém dezoito missas (cada uma formada pelo Kyrie, Gloria, Sanctus e Agnus Dei), seis Credos e vários cantos Ad libitum. Esta coleção está incluída nos livros litúrgicos, como o Graduale Romanum e o Liber Usualis. Estes cantos foram compostos num intervalo de 700 anos.

## Conteúdo
As datas de composição dos cantos em suas várias tonalidades (Kyrie, Gloria, Credo, Sanctus, Agnus Dei) variam do século IX ao século XVII.
- Asperges Me
- Vidi Aquam
- Missa I - Lux et origo (no Tempo Pascal)
- Missa II - Kyrie fons bonitatis (para solenidades)
- Missa III - Kyrie Deus Sempiterne (para solenidades)
- Missa IV - Cunctipotens Genitor Deus (para festas dos apóstolos)
- Missa V - Kyrie magnae Deus potentiae (para festas)
- Missa VI - Kyrie Rex Genitor (para festas)
- Missa VII - Kyrie Rex splendens (para festas)
- Missa VIII - de Angelis (para festas) - É a Missa cujos cantos são os mais conhecidos entre o público leigo da Igreja; no Youtube há vários CD's completos em inúmeras interpretações. A música deste Kyrie é do século XV, o Gloria do século XVI, Sanctus do século XI, e o Agnus Dei do século XV.
- Missa IX - Cum jubilo (para solenidades e festas Marianas)
- Missa X - Alme Pater (para festas Marianas e memórias)
- Missa XI - Orbis factor (para domingos)
- Missa XII - Pater cuncta (para memórias)
- Missa XIII - Stelliferi Conditor orbis (para memoriais)
- Missa XIV - Jesu Redemptor (para memórias)
- Missa XV - Dominator Deus (para dias da semana na Quadra Natalícia)
- Missa XVI - (para dias da semana no Tempo Comum)
- Missa XVII - (para domingos na Quaresma e Advento)
- Missa XVIII - Deus Genitor alme (para dias da semana na Quaresma e Advento)
- Credo I - VI
- Cantus ad libitum